# سلوة (مورد ماء)
سلوة هو مورد ماء في وادي ماسرة في سراة بلقرن شمالي قرى ثعنبة، وهو دائم الجريان طوال العام.